# Petroleum Development Oman
Petroleum Development Oman (PDO) (arabe :شركة تنمية نفط عمان
) est la première compagnie pétrolière nationale du sultanat d'Oman. 
Elle effectue plus de 90 % de l'exploration et production pétrolière nationale et dispose de la quasi-totalité des ressources de gaz naturel. La compagnie est majoritairement détenue, à 60 % par le gouvernement du sultanat d'Oman, les parts restantes étant détenues par la Royal Dutch Shell (34 %), Total (4 %) et Partex (2 %). Les premières découvertes de pétrole dans le sultanat remontent à 1962, et les premières exportations datent de 1967.

## Historique

### Les origines
En 1925, une étude géologique du pays par la D'Arcy Exploration Company ne révèle aucune preuve concluante de présence de pétrole dans les sous-sols du sultanat. Douze ans plus tard, cependant, lorsque les géologues commencent à chercher intensément du pétrole dans l'Arabie saoudite voisine, le sultan d'Oman Said bin Taimur accorde alors une concession de 75 ans à la Iraq Petroleum Company (IPC). S'arrêtant seulement pour la Seconde Guerre mondiale, l'exploration du pétrole a continué durant tout ce temps.
Les opérations d'exploration et de production étaient exécutées pour le compte de l'IPC par Petroleum Development (Oman et Dhofar) Ltd. La société d'exploitation détenait quatre actionnaires, chacun avec un intérêt de 23,75 % : Royal Dutch / Shell Group, Anglo-Persian Company (qui deviendrait éventuellement la British Petroleum Company, ou BP), la Compagnie française des pétroles (un prédécesseur de Total d'aujourd'hui) et la Compagnie de développement du Proche-Orient (dont les actionnaires étaient Standard Oil of New Jersey et Socony-Vacuum, aujourd'hui ExxonMobil). La participation restante de 5 % a été détenue par un cinquième actionnaire, Partex, représentant les intérêts du magnat du pétrole britannique, Calouste Gulbenkian.
Après avoir débarqué à Duqm en février 1954, les géologues de l'IPC ont été confrontés à des conflits tribaux qui rendent difficile l'accès au prospect pétrolier le plus prometteur, le Djebel Fahud. Ils atteignent le djebel en octobre 1954 et commencent à examiner le terrain environnant. Les fournitures sont transportées depuis Duqm. En janvier 1956, la société commence à forer son premier puits à Fahud, mais cela en vain: le puits est sec. Plus tard, lorsque la ligne d'approvisionnement est transférée à l'écart de Sumail, les tribus belligérantes  perturbent les convois et poussent à l’arrêt des opérations.
D'autres puits secs sont forés et ce manque de succès, conjugué à une aggravation des problèmes logistiques et à un surplus de pétrole sur le marché mondial, a conduit la plupart des partenaires à se retirer de l'entreprise en 1960. Seul Shell et Partex choisissent de rester à Oman pour continuer la recherche de pétrole. Leur optimisme sera bientôt récompenser car, en avril 1962, ils découvrent du pétrole à Yibal en avril 1962. Avec cette découverte née une nouvelle nation pétrolière.
En 1963, On découvre le champ de Natih suivi de près par le succès de Fahud, à seulement quelques centaines de mètres du puits original de l'IPC. L'investissement dans un pipeline vers la côte et dans le matériel nécessaire pour transporter et exporter du pétrole d'Oman peut maintenant être réalisé. Ainsi un pipeline de 276 kilomètres nécessitant 60 000 tonnes de tuyaux en acier est posé. La main d’œuvre est fourni par les habitants des villages se trouvant près du chantier.
La pose de la conduite est suivie de près par la construction d'un complexe industriel à Saih al Maleh (plus tard rebaptisé Mina al Fahal), la construction d'une ferme-citernes, l'installation d'amarres à une seule bouée pour les navires et l'érection d'une centrale électrique de 20 mégawatt. L'ensemble du développement - y compris le pipeline, la zone industrielle côtière, la ferme-citernes, le terminal maritime, une chaîne de stations de répéteurs radio et le logement pour le personnel de Ras al Hamra - coûteront 70 millions de dollars.
La première exportation de pétrole d'Oman a lieu le 27 juillet 1967. La note de débit originale montre que l'envoi était de 543 800 barils (86 460 m3) de pétrole évalué à 1,42 $ le baril. Un mois auparavant, en juin, la Compagnie française des pétroles a rejoint le partenariat en reprenant les deux tiers de l'action de Partex, ce qui a entraîné la participation dans la société qui a changé son nom pour Petroleum Development (Oman): Shell 85 %, Compagnie française des pétroles 10 % et Partex 5 %.
Le 23 juillet 1970, Sa Majesté le Sultan Qaboos remplace son père en tant que gouverneur du pays. Il effectue sa première visite dans les bureaux du PDO le 18 août 1970.

### 1994 - 2002
À la fin de 2000, à la suite de l'application de la technologie la plus récente pour augmenter la récupération de pétrole, Petroleum Development Oman connait une augmentation de sa production. Une partie de l'augmentation de la production au cours de ces années est constituée de «pétrole neuf» de champs qui ont été non seulement trouvé, mais aussi développé à un rythme accéléré. Pendant la période 1967-1980, toute la production de la compagnie provenait de onze champs, en 1988, 50 champs fournissaient la somme totale de la production pétrolière. En 1999 on compte une centaine de champs.
Lorsque, au début des années 1990, la campagne d'exploration de gaz de la société  permet de constater à quel point les champs de gaz du pays étaient abondants, le gouvernement décide d'établir une industrie complètement nouvelle: l'exportation de gaz naturel liquéfié (GNL). En 1996,la compagnie conclut un accord avec le gouvernement pour développer les gisements de gaz du centre de l'Oman afin de fournir du gaz à une usine de GNL à Qalhat, près de Sur. Pour parvenir à son terme, la société doit forer des puits, les raccorder à une nouvelle usine de traitement de gaz à Saih Rawl, puis transporter le gaz transformé via un pipeline de 352 kilomètres vers Qalhat. Dès lors, la compagnie peut alors garantir la livraison de gaz pendant 25 ans.
Ce projet en amont du GNL, d'un coût de 1,2 milliard de dollars, est le plus gros projet de l'histoire de la compagnie. En novembre 1999, l'usine de transformation centrale de Saih Rawl et le gazoduc de Saih Rawl à Qalhat  sont livrés et, en avril 2000, le premier chargement en aval de GNL est expédié en Corée du Sud et, six mois plus tard, le Sultan ouvre officiellement l'usine de GNL.
Ayant accumulé un tel élan dans sa production pétrolière à l'entrée dans les années 1990, la société s'attendait à ce que la tendance se poursuive. Malheureusement, la stratégie de développement de terrain de la société pour le début du 21e siècle (basée sur le forage intercalaire avec des puits horizontaux et un épandage d'eau abondant) a été dissipée avant que les projets d'assainissement, qui nécessitent des études exhaustives sur les réservoirs, puissent être pleinement mis en œuvre. Le déclin naturel du taux de production de ses principaux champs pétrolifères a finalement rattrapé la société au début du millénaire. Et pour aggraver les choses, ses nouveaux champs étant de plus petites tailles, ses nouveaux puits livraient moins de pétrole augmentant par conséquent leur coût. Le constat était clair : le modèle d'exploitation de la société n'était pas viable à long terme.

### Depuis 2002
À la suite d'un examen approfondi mené en 2002, qui a débouché sur un vaste programme de changement, la compagnie a élaboré des plans ambitieux de récupération de la production basés non seulement sur le waterflooding mais aussi sur les techniques de récupération assistée (EOR): l'application de chaleur, de produits chimiques ou de solvants gazeux. Mais, pour qu'ils soient durables à long terme, les plans devaient être exécutés avec un budget revu à la baisse, ce qui les rendait encore plus difficiles. Un total de 2 milliards de dollars d'économies sur la période de cinq ans 2002-2008 a été incorporé dans le budget de la société. Heureusement, en raison de la nature à long terme des investissements qui étaient nécessaires, le gouvernement omanais a accepté, à la fin de 2004, d'étendre les concessions d'exploration et de production et les accords d'exploitation de la compagnie pendant 40 ans, c'est-à-dire jusqu'en 2044.
Pendant ce temps, le gaz continue d'être un domaine de croissance pour la société. Une nouvelle usine de traitement du gaz a été mise en service à Saih Nihayda en 2005 et une autre en 2008 pour le champ gazier de Kauther. Avec l'ajout de ces deux usines de transformation, près d'un tiers de l'énergie hydrocarbonée fournie par le PDO provient du gaz naturel - le combustible qui joue un rôle central dans les plans de diversification économique du gouvernement.
En 2015, la compagnie lance le projet Miraah ("miroir" en arabe), une installation solaire qui devrait produire plus de 1021 Mw qui sera située dans le sud du sultanat. Au début du projet, celui est considéré comme devant être l'une des plus grandes usines solaires au monde. La construction de l'usine débute à la fin de 2015 et est effectuée par la compagnie GlassPoint, et les opérations devraient commencer en 2017.
En avril 2016, Le projet solaire Miraah en cours dans le sud de l'Oman vaut à Petroleum Development Oman et son partenaire dans ce projet, GlassPoint Solar, le prix Shell Upstream International (UI) Impact Award. Reconnu pour la sécurité et l'environnement, Miraah va exploiter l'énergie propre du soleil pour produire de la vapeur utilisée pour récupérer le pétrole lourd d'Oman. Le projet remplacera le gaz naturel typiquement brûlé pour produire de la vapeur, ce qui devrait entraîner plus de 300 000 tonnes d'émissions de carbone chaque année.
En mars 2017,  Petroleum Development Oman annonce qu'elle prolonge son partenariat avec la société Bilfinger pour des prestations d'ingénierie et de maintenance. Cela jusqu'en 2021 et pour un montant d'environ 200 millions d'euros.
En mars 2018, la directeur de Petroleum Development Oman, M. Raoul Restucci, annonce la découverte de réserve de gaz «importante». Les réserves découvertes sont estimées de plus de quatre TCF (trillion cubic fee) et 112 millions de barils de condensats dans la partie nord .

## Conseil d'administration
Le Conseil d'administration de la compagnie est composé de douze membres. Sept, dont le président de la compagnie, Mohammed ben Hamad al-Roumhi qui est le ministre du Pétrole et du gaz, représentent le gouvernement du Sultanat d'Oman et cinq représentent les actionnaires privés de PDO, Royal Dutch Shell (Pays-Bas et Royaume-Uni), Total (France) (Portugal).
Son directeur est M. Raoul Restucci.